# Александровское сельское поселение (Смоленская область)
Алекса́ндровское се́льское поселе́ние — муниципальное образование в составе Монастырщинского района Смоленской области России.
Административный центр — деревня Слобода.
Главой поселения и Главой администрации является Титов Виктор Борисович.

## Географические данные
- Расположение: северо-западная часть Монастырщинского района
- Граничит:
  - на северо-востоке — с   Соболевским сельским поселением
  - на востоке   — с Слободским сельским поселением
  - на юго-востоке — с  Монастырщинским городским поселением
  - на юге   — с Гоголевским сельским поселением
  - на юго-западе   — с Любавичским сельским поселением и Добросельским сельским поселением
  - на западе — с  Новомихайловским сельским поселением
  - на северо-западе — с  Краснинским районом.
- По территории поселения протекают реки Вихра.
- Проходит автодорога Монастырщина —Татарск.

## Население
| 2011 | 2012 | 2013 | 2014 | 2015 | 2016 | 2017 |
| ---- | ---- | ---- | ---- | ---- | ---- | ---- |
| 982  | ↘923 | ↘889 | ↘831 | ↗850 | ↘821 | →821 |
| 2018 | 2019 | 2020 | 2021 |      |      |      |
| ↘805 | ↘776 | ↘770 | ↘723 |      |      |      |

## Населённые пункты
На территории сельского поселения находятся 23 населённых пункта:
| №  | Населённый пункт   | Тип     | Население |
| -- | ------------------ | ------- | --------- |
| 1  | Бурхово            | деревня | 19        |
| 2  | Досугово           | деревня | 228       |
| 3  | Егорье             | деревня | 0         |
| 4  | Зальково           | деревня | 17        |
| 5  | Заступово          | деревня | 2         |
| 6  | Котово             | деревня | 113       |
| 7  | Лобково            | деревня | 0         |
| 8  | Майское            | деревня | 10        |
| 9  | Малышево           | деревня | 0         |
| 10 | Маслово            | деревня | 4         |
| 11 | Михейково          | деревня | 25        |
| 12 | Новая Болобовщина  | деревня | 1         |
| 13 | Ново-Внуково       | деревня | 20        |
| 14 | Новое Село         | деревня | 17        |
| 15 | Ногишкино          | деревня | 0         |
| 16 | Носково-1          | деревня | 0         |
| 17 | Носково-2          | деревня | 278       |
| 18 | Осиновка           | деревня | 2         |
| 19 | Путятино           | деревня | 0         |
| 20 | Скреплево          | деревня | 85        |
| 21 | Слобода            | деревня | 167       |
| 22 | Старая Болобовщина | деревня | 0         |
| 23 | Туфля              | деревня | 0         |